# Bettina Oppermann
Bettina Oppermann (* 1960) ist eine deutsche Umwelt- und Freiraumplanerin sowie seit 2002 Professorin für Freiraumpolitik und Planungskommunikation an der Leibniz Universität Hannover.

## Akademische Laufbahn
Bettina Oppermann studierte von 1981 bis 1988 Landespflege an der Technischen Universität München. Es folgten von 1989 bis 1994 Tätigkeiten als wissenschaftliche Mitarbeiterin am Institut für Landschaftsplanung und Ökologie an der Universität Stuttgart sowie von 1994 bis 1999 an der Akademie für Technikfolgenabschätzung in Baden-Württemberg. 1999 erfolgte ihre Promotion an der Fakultät für Architektur und Stadtplanung der Universität Stuttgart, zum Thema Kooperative und bürgernahe Projekte als neue Instrumente einer umsetzungsorientierten Umwelt- und Landschaftsplanung. Seit 2002 ist Oppermann Professorin für das Fachgebiet Freiraumpolitik und Planungskommunikation der Fakultät Architektur und Landschaft an der Leibniz Universität Hannover.

## Mitgliedschaften (Auswahl)
- 2012–2013: Vorsitzende des Stiftungsrates der Stiftung Mitarbeit e.V.[2]
- 2011–lfd.: Vertreterin der Leibniz Universität Hannover im Eilenriedebeirat[3]
- 2011–lfd.:Vorstandsmitglied im Landesverband Niedersachsen der deutschen Gesellschaft für Gartenkunst und Landschaftskultur e.V.
- 2009–2013: Sprecherin der Hochschulkonferenz Landschaft[4]

## Publikationen (Auswahl)
- Mit F. Luz, G. Kaule: Der "Runde Tisch" als Mittel zur Umsetzung der Landschaftsplanung. Landwirtschaftsverlag, Münster 1997, ISBN 3-896-24308-X.
- Mit Christina von Haaren, Karl Friese et al.: Interaktiver Landschaftsplan Königslutter am Elm. Landwirtschaftsvlg, Münster 2006, ISBN 3-784-33924-7.
- Mit Simone Schipper, Roland Hachmann et al.: Leitfäden zur interaktiven Landschaftsplanung. Landwirtschaftsvlg, Münster 2007, ISBN 3-784-33940-9.
- Landschaftsplanung interaktiv!: Folgerungen aus der wissenschaftlichen Begleitforschung zum Erprobungs- und Entwicklungsvorhaben Interaktiver Landschaftsplan Königslutter am Elm. Landwirtschaftsvlg, Münster 2008, ISBN 3-784-33958-1.
- Saarbrückens neue Stadtmitte am Fluss als baukulturelle Herausforderung: Erfahrungen mit einem kooperativ-partizipativen Wettbewerbskonzept.  Leibniz Universität Hannover Institut für Landschaftsarchitektur 2009, ISBN 3-923-51776-9.